# マコンデ美術館
マコンデ美術館（マコンデびじゅつかん）は、三重県伊勢市二見町松下にある美術館。マコンデ彫刻を専門とする世界初の美術館であり、館長の水野恒男がおよそ20年かけて収集してきた約2,000点の作品を入れ替えながら展示している。
タンザニアとモザンビークの国境地帯に暮らすマコンデ族は、伝統的に黒檀彫刻の制作で知られ、彼らによる作品を中心に収蔵している。これらに加え、ティンガティンガの絵画（ペイント画・ドローイング・バティック）も数多く収蔵・展示し、民族楽器や民具などの展示もある。

## 美術館概要
法的には博物館法の適用を受けない「博物館類似施設」であるが、三重県博物館協会の会員である。建物は鉄骨構造で、地上2階地下1階建て、敷地面積は700坪（約2,314m2）。外壁と内壁はともに白で、彫刻の黒が映えるように工夫され、館内ではタンザニアの音楽が流れている。
収蔵作品であるマコンデ族の作る黒檀彫刻は、電動工具を一切使わず、素材を釿（ちょうな）で粗彫りした後、のみ・やすり・ガラス片を用いて仕上げるため、人物を彫った作品は血の通った柔らかさを有する。展示品の3分の2以上は来館者が手を触れて作品を鑑賞することが許されており、視覚障害者からも評価されている。なお展示される作品名は、館長が付けたものである。
作品展示のみならず、売店も併設している。アクセサリーなどが販売されている。

## 利用案内
- 開館時間：9時 - 17時（JST、最終入館は16時30分）[1]
- 休館日：火曜日（祝日の場合は翌日）・6月と12月第2週平日[3]
- 入館料：大人1,000円、高校生800円、小中学生600円[1]

### 入館者数
名古屋にあった頃、来館者は多くて30人程度であり、誰も訪れない日もあった。現在地に移転した当初は、たまたま通りかかった人が訪れることが多く、彼らの口コミで評判が広がっていった。
| 年   | 入館者数（人） |
| ---- | -------------- |
| 1992 | 13,000         |
| 1996 | 11,800         |
| 1997 | 10,527         |
| 1998 | 9,582          |
| 1999 | 8,558          |
| 2000 | 6,997          |
| 2001 | 6,635          |
| 2002 | 6,599          |
| 2003 | 6,767          |
| 2004 | 6,510          |
| 2005 | 6,142          |
| 2006 | 6,312          |
| 2007 | 5,370          |
| 2008 | 5,101          |
| 2009 | 4,488          |
| 2010 | 5,209(1,169)   |
| 2011 | 3,400          |
| 2012 | 3,407          |
| 2013 | 2,799          |
| 2014 | 2,684          |
| 2015 | 2,692          |
| 2016 | 2,287          |
| 2017 | 2,338          |
| 2018 | 2,739          |
| 2019 | 2,329          |

## 沿革

### 名古屋での開館
1971年（昭和46年）、当時、名古屋市で鉄工所を経営していた水野恒男は、趣味である写真の被写体を求めて市内の民芸品店を訪れ、マコンデ族の彫刻に出会い衝撃を受けた。この時に衝動買いした作品は、いかりや長介に似ていたことから「チョースケ」と名付けて、現在も美術館に所蔵されている。それ以降、水野はマコンデ作品の収集に没頭した。最初は輸入業者を通して入手し、次第にアフリカ大陸へ赴き、芸術家から直接買い付けるようになっていった。作品に魅了されるうち、広く一般にもマコンデ彫刻を知ってほしいという思いが募り始め、周囲の後押しもあって、1984年（昭和59年）11月、名古屋市南区に私設のマコンデ美術館を開館した。
鉄工所を増築して260m2の展示場所を確保し、自身のコレクションから約50点を選んで公開した。美術館の建設費は鉄工所を担保にして数千万円をかけ、6年かけて自力で建設した。東京や大阪など日本全国からの訪問者に加え、タンザニア政府の大臣やタンザニア駐日大使も来館し、「こんな立派な美術館はタンザニアにもありません」と評したという。しかし工場地帯に立地していたことから来館者は多くて1日30人程度であり、誰も訪れない日もあった。そうしたことから水野は「人の集まる観光地でゆっくりと作品を鑑賞してほしい」と考えるようになり、三重県度会郡二見町（現・伊勢市）の現在地に移ることを決定した。移転前には、地元名古屋のマコンデ美術館支援者らから美術館が名古屋を去ることを惜しむ声が上がり、名古屋で生まれ育った水野自身、名古屋を離れることを残念がるコメントを発した。

### 二見へ移転
水野は約2億4000万円超の私費を投じて約800m2の展示スペースを持つ新美術館を建設し、鉄工所を閉鎖して美術館経営に専念する意志を固めた。移転前には、当時の二見町長である中村宮雄が数度に渡って名古屋のマコンデ美術館を訪ね、最終的には二見町が協力して、1991年（平成3年）9月26日に新築移転、開館した。
二見に移転後も、来館者は1日平均30人ほどと採算ラインの3分の1程度の厳しい状況であった。1996年（平成8年）4月からは作品の造形美を楽しんでもらおうと手で触れて鑑賞することができるようにした。同年5月には、それを知った埼玉県立盲学校（現・埼玉県立特別支援学校塙保己一学園）は伊勢志摩への修学旅行の行程にマコンデ美術館を入れ、生徒らは作品に触れたりマリンバを演奏したりして楽しんだ。
2010年（平成22年）12月1日から12月23日までの間、新伊勢市の市町村合併5周年を記念とした観光施設の市民向け無料開放に参加した。この期間中、1,169人が訪れ、年間の来館者は前年を上回った。

## 周辺
マコンデ美術館は伊勢湾の池の浦を東に望む高台にあり、周囲に観光スポットが多い。
- 池の浦海水浴場
- 伊勢パールセンター（2022年2月28日閉店[17]）
- 旅荘 海の蝶

### 交通
最寄駅はJR参宮線松下駅であるが、徒歩でのアクセスは困難。
- JR参宮線・近鉄鳥羽線・同志摩線鳥羽駅より
  - タクシーで約5分[1]。
  - 三重交通バス・伊勢二見鳥羽周遊バス（CANばす）「池の浦」下車、徒歩約4分[3]。
- 国道42号沿い[7]。駐車場約30台[3][7]。